# Temporada 2016-17 de Fórmula E
La temporada 2016-17 de Fórmula E fue la tercera temporada del campeonato mundial de monoplazas eléctricos organizado por la Federación Internacional del Automóvil (FIA).
La temporada comenzó el 9 de octubre de 2016 en Hong Kong y finalizó el 30 de julio de 2017 en Montreal tras doce carreras.

## Equipos y pilotos
| Escudería                                | Chasis               | Motor                  | N.º | Pilotos                | Carreras  |
| ---------------------------------------- | -------------------- | ---------------------- | --- | ---------------------- | --------- |
| DS Virgin Racing                         | Spark-Citroën        | Virgin DSV-02          | 2   | Sam Bird               | Todas     |
| DS Virgin Racing                         | Spark-Citroën        | Virgin DSV-02          | 37  | José María López       | 1-8,11-12 |
| DS Virgin Racing                         | Spark-Citroën        | Virgin DSV-02          | 37  | Alex Lynn              | 9-10      |
| NextEV NIO                               | Spark-NEXTEV         | NEXTEV TCR Formula 002 | 3   | Nelson Piquet, Jr.     | Todas     |
| NextEV NIO                               | Spark-NEXTEV         | NEXTEV TCR Formula 002 | 88  | Oliver Turvey          | Todas     |
| Venturi Formula E Team                   | Spark-Venturi        | Venturi VM200-FE-02    | 4   | Stéphane Sarrazin      | 1-6       |
| Venturi Formula E Team                   | Spark-Venturi        | Venturi VM200-FE-02    | 4   | Tom Dillmann           | 7-12      |
| Venturi Formula E Team                   | Spark-Venturi        | Venturi VM200-FE-02    | 5   | Maro Engel             | 1-5,7-12  |
| Venturi Formula E Team                   | Spark-Venturi        | Venturi VM200-FE-02    | 5   | Tom Dillmann           | 6         |
| Faraday Future Dragon Racing             | Spark-Penske         | Penske 701-EV          | 6   | Loïc Duval             | 1-5,7-12  |
| Faraday Future Dragon Racing             | Spark-Penske         | Penske 701-EV          | 6   | Mike Conway            | 6         |
| Faraday Future Dragon Racing             | Spark-Penske         | Penske 701-EV          | 7   | Jérôme d'Ambrosio      | Todas     |
| Renault e.Dams                           | Spark-Renault        | Renault Z.E 16         | 8   | Nicolas Prost          | Todas     |
| Renault e.Dams                           | Spark-Renault        | Renault Z.E 16         | 9   | Sébastien Buemi        | 1-8,11-12 |
| Renault e.Dams                           | Spark-Renault        | Renault Z.E 16         | 9   | Pierre Gasly           | 9-10      |
| ABT Schaeffler Audi Sport Formula E Team | Spark-Abt Sportsline | ABT Schaeffler FE02    | 11  | Lucas di Grassi        | Todas     |
| ABT Schaeffler Audi Sport Formula E Team | Spark-Abt Sportsline | ABT Schaeffler FE02    | 66  | Daniel Abt             | Todas     |
| Mahindra Racing Formula E Team           | Spark-Mahindra       | Mahindra M3ELECTRO     | 19  | Felix Rosenqvist       | Todas     |
| Mahindra Racing Formula E Team           | Spark-Mahindra       | Mahindra M3ELECTRO     | 23  | Nick Heidfeld          | Todas     |
| Panasonic Jaguar Racing                  | Spark-Jaguar         | Jaguar I-Type 1        | 20  | Mitch Evans            | Todas     |
| Panasonic Jaguar Racing                  | Spark-Jaguar         | Jaguar I-Type 1        | 47  | Adam Carroll           | Todas     |
| Techeetah                                | Spark-Renault        | Renault Z.E 16         | 25  | Jean-Éric Vergne       | Todas     |
| Techeetah                                | Spark-Renault        | Renault Z.E 16         | 33  | Ma Qing Hua            | 1-3       |
| Techeetah                                | Spark-Renault        | Renault Z.E 16         | 33  | Esteban Gutiérrez      | 4-6       |
| Techeetah                                | Spark-Renault        | Renault Z.E 16         | 33  | Stéphane Sarrazin      | 7-12      |
| Andretti Formula E Team                  | Spark-Andretti       | ATEC-02                | 27  | Robin Frijns           | Todas     |
| Andretti Formula E Team                  | Spark-Andretti       | ATEC-02                | 28  | António Félix da Costa | Todas     |

### Cambios en los equipos
- Dragon Racing fabricará su propio tren motriz después de usar el tren motriz Venturi Formula E Team en la temporada 2015-16.
- El fabricante de automóviles Jaguar entrará en el campeonato, en colaboración con Williams Advanced Engineering, como un medio para ampliar su cartera de vehículos eléctricos.
- El equipo Trulli Formula E Team se retiró del deporte debido a problemas técnicos y financieros
- El Team Aguri Formula E Team obtuvo un sistema de propulsión cliente de Renault para la tercera temporada después de haber estado funcionando con sistema de propulsión de McLaren a partir de la primera temporada. El nombre Aguri se retiró del deporte después de la adquisición por parte de China Media Capital, que le cambió el nombre al equipo renombrándolo Techeetah.

### Cambios de pilotos

#### Pilotos que llegan
- El campeón de Europa de Fórmula 3 de 2015 Felix Rosenqvist se unió al campeonato con Mahindra Racing.
- El piloto de la Copa Mundial FIA GT Maro Engel se unió al campeonato con Venturi.
- El tres veces campeón del WTCC José María López se unirá al campeonato con DS Virgin Racing.
- Ma Qing Hua, quien participó en las tres últimas rondas de la temporada 2015-16, corrió la temporada con Techeetah.
- Esteban Gutiérrez expiloto de Haas F1 Team sustituye a Ma Qing Hua pasando a ser piloto de Techeetah a partir de la tercera carrera de la temporada
- El piloto británico Adam Carroll se unió a Jaguar para la primera temporada del equipo.

#### Pilotos que cambian de equipo
- António Félix da Costa cambió del Team Aguri Formula E Team al MS Amlin Andretti.
- Jean-Éric Vergne cambió del DS Virgin Racing al Techeetah.

#### Pilotos que dejan el campeonato
- Después de dos temporadas con Mahindra Racing, Bruno Senna deló el equipo y el campeonato.

## Calendario
| Carrera | ePrix                  | País           | Circuito                                 | Fecha                   |
| ------- | ---------------------- | -------------- | ---------------------------------------- | ----------------------- |
| 1       | Hong Kong ePrix        | Hong Kong      | Circuito callejero de Hong Kong          | 9 de octubre de 2016    |
| 2       | Marrakesh ePrix        | Marruecos      | Circuito Internacional Moulay El Hassan  | 12 de noviembre de 2016 |
| 3       | Buenos Aires ePrix     | Argentina      | Circuito callejero de Puerto Madero      | 18 de febrero de 2017   |
| 4       | Ciudad de México ePrix | México         | Autódromo Hermanos Rodríguez             | 1 de abril de 2017      |
| 5       | Mónaco ePrix           | Mónaco         | Circuit de Monaco                        | 13 de mayo de 2017      |
| 6       | París ePrix            | Francia        | Circuito de los Inválidos                | 20 de mayo de 2017      |
| 7       | Berlín ePrix           | Alemania       | Circuito del aeropuerto Berlín-Tempelhof | 10 de junio de 2017     |
| 8       | Berlín ePrix           | Alemania       | Circuito del aeropuerto Berlín-Tempelhof | 11 de junio de 2017     |
| 9       | Nueva York ePrix       | Estados Unidos | Circuito callejero de Brooklyn           | 15 de julio de 2017     |
| 10      | Nueva York ePrix       | Estados Unidos | Circuito callejero de Brooklyn           | 16 de julio de 2017     |
| 11      | Montreal ePrix         | Canadá         | Circuito callejero de Montreal           | 29 de julio de 2017     |
| 12      | Montreal ePrix         | Canadá         | Circuito callejero de Montreal           | 30 de julio de 2017     |

## Resultados

### Resultado ePrix
| N.º | Fecha                   | ePrix                                                                                | Mapa del Circuito | Resultados        | Resultados       | Anexos     |
| --- | ----------------------- | ------------------------------------------------------------------------------------ | ----------------- | ----------------- | ---------------- | ---------- |
| 1   | 9 de octubre de 2016    | Hong Kong ePrix Circuito callejero de Hong Kong Longitud:1,86 km Vueltas: 45         |                   | Ganador           | Sébastien Buemi  | Resultados |
| 1   | 9 de octubre de 2016    | Hong Kong ePrix Circuito callejero de Hong Kong Longitud:1,86 km Vueltas: 45         | 2º puesto         | Lucas di Grassi   |                  | Resultados |
| 1   | 9 de octubre de 2016    | Hong Kong ePrix Circuito callejero de Hong Kong Longitud:1,86 km Vueltas: 45         | 3º puesto         | Nick Heidfeld     |                  | Resultados |
| 1   | 9 de octubre de 2016    | Hong Kong ePrix Circuito callejero de Hong Kong Longitud:1,86 km Vueltas: 45         | Vuelta rápida     | Felix Rosenqvist  |                  | Resultados |
| 1   | 9 de octubre de 2016    | Hong Kong ePrix Circuito callejero de Hong Kong Longitud:1,86 km Vueltas: 45         | Pole Position     | Nelson Piquet Jr. |                  | Resultados |
| 2   | 12 de noviembre de 2016 | Marrakesh ePrix Circuito Urbano de Marrakech Longitud: 3 km Vueltas: 33              |                   | Ganador           | Sébastien Buemi  | Resultados |
| 2   | 12 de noviembre de 2016 | Marrakesh ePrix Circuito Urbano de Marrakech Longitud: 3 km Vueltas: 33              | 2º puesto         | Sam Bird          |                  | Resultados |
| 2   | 12 de noviembre de 2016 | Marrakesh ePrix Circuito Urbano de Marrakech Longitud: 3 km Vueltas: 33              | 3º puesto         | Felix Rosenqvist  |                  | Resultados |
| 2   | 12 de noviembre de 2016 | Marrakesh ePrix Circuito Urbano de Marrakech Longitud: 3 km Vueltas: 33              | Vuelta rápida     | Loïc Duval        |                  | Resultados |
| 2   | 12 de noviembre de 2016 | Marrakesh ePrix Circuito Urbano de Marrakech Longitud: 3 km Vueltas: 33              | Pole Position     | Felix Rosenqvist  |                  | Resultados |
| 3   | 18 de febrero de 2017   | Buenos Aires ePrix Circuito callejero de Puerto Madero Longitud: 2.48 km Vueltas: 37 |                   | Ganador           | Sébastien Buemi  | Resultados |
| 3   | 18 de febrero de 2017   | Buenos Aires ePrix Circuito callejero de Puerto Madero Longitud: 2.48 km Vueltas: 37 | 2º puesto         | Jean-Éric Vergne  |                  | Resultados |
| 3   | 18 de febrero de 2017   | Buenos Aires ePrix Circuito callejero de Puerto Madero Longitud: 2.48 km Vueltas: 37 | 3º puesto         | Lucas di Grassi   |                  | Resultados |
| 3   | 18 de febrero de 2017   | Buenos Aires ePrix Circuito callejero de Puerto Madero Longitud: 2.48 km Vueltas: 37 | Vuelta rápida     | Felix Rosenqvist  |                  | Resultados |
| 3   | 18 de febrero de 2017   | Buenos Aires ePrix Circuito callejero de Puerto Madero Longitud: 2.48 km Vueltas: 37 | Pole Position     | Lucas di Grassi   |                  | Resultados |
| 4   | 1 de abril de 2017      | Ciudad de México ePrix Autódromo Hermanos Rodríguez Longitud: 2.09 km Vueltas: 45    |                   | Ganador           | Lucas Di Grassi  | Resultados |
| 4   | 1 de abril de 2017      | Ciudad de México ePrix Autódromo Hermanos Rodríguez Longitud: 2.09 km Vueltas: 45    | 2º puesto         | Jean-Éric Vergne  |                  | Resultados |
| 4   | 1 de abril de 2017      | Ciudad de México ePrix Autódromo Hermanos Rodríguez Longitud: 2.09 km Vueltas: 45    | 3º puesto         | Sam Bird          |                  | Resultados |
| 4   | 1 de abril de 2017      | Ciudad de México ePrix Autódromo Hermanos Rodríguez Longitud: 2.09 km Vueltas: 45    | Vuelta rápida     | Sébastien Buemi   |                  | Resultados |
| 4   | 1 de abril de 2017      | Ciudad de México ePrix Autódromo Hermanos Rodríguez Longitud: 2.09 km Vueltas: 45    | Pole Position     | Oliver Turvey     |                  | Resultados |
| 5   | 13 de mayo de 2017      | Mónaco ePrix Circuito de Mónaco Longitud: 1.76 km Vueltas: 51                        |                   | Ganador           | Sébastien Buemi  | Resultados |
| 5   | 13 de mayo de 2017      | Mónaco ePrix Circuito de Mónaco Longitud: 1.76 km Vueltas: 51                        | 2º puesto         | Lucas Di Grassi   |                  | Resultados |
| 5   | 13 de mayo de 2017      | Mónaco ePrix Circuito de Mónaco Longitud: 1.76 km Vueltas: 51                        | 3º puesto         | Nick Heidfeld     |                  | Resultados |
| 5   | 13 de mayo de 2017      | Mónaco ePrix Circuito de Mónaco Longitud: 1.76 km Vueltas: 51                        | Vuelta rápida     | Sam Bird          |                  | Resultados |
| 5   | 13 de mayo de 2017      | Mónaco ePrix Circuito de Mónaco Longitud: 1.76 km Vueltas: 51                        | Pole Position     | Sébastien Buemi   |                  | Resultados |
| 6   | 20 de mayo de 2017      | París ePrix Circuito de los Inválidos Longitud: 1.93 km Vueltas: 45                  |                   | Ganador           | Sébastien Buemi  | Resultados |
| 6   | 20 de mayo de 2017      | París ePrix Circuito de los Inválidos Longitud: 1.93 km Vueltas: 45                  | 2º puesto         | José María López  |                  | Resultados |
| 6   | 20 de mayo de 2017      | París ePrix Circuito de los Inválidos Longitud: 1.93 km Vueltas: 45                  | 3º puesto         | Nick Heidfeld     |                  | Resultados |
| 6   | 20 de mayo de 2017      | París ePrix Circuito de los Inválidos Longitud: 1.93 km Vueltas: 45                  | Vuelta rápida     | Sam Bird          |                  | Resultados |
| 6   | 20 de mayo de 2017      | París ePrix Circuito de los Inválidos Longitud: 1.93 km Vueltas: 45                  | Pole Position     | Sébastien Buemi   |                  | Resultados |
| 7   | 10 de junio de 2017     | Berlín ePrix Circuito del aeropuerto Berlín-Tempelhof Longitud: 2.25 km Vueltas: 44  |                   | Ganador           | Felix Rosenqvist | Resultados |
| 7   | 10 de junio de 2017     | Berlín ePrix Circuito del aeropuerto Berlín-Tempelhof Longitud: 2.25 km Vueltas: 44  | 2º puesto         | Lucas Di Grassi   |                  | Resultados |
| 7   | 10 de junio de 2017     | Berlín ePrix Circuito del aeropuerto Berlín-Tempelhof Longitud: 2.25 km Vueltas: 44  | 3º puesto         | Nick Heidfeld     |                  | Resultados |
| 7   | 10 de junio de 2017     | Berlín ePrix Circuito del aeropuerto Berlín-Tempelhof Longitud: 2.25 km Vueltas: 44  | Vuelta rápida     | Mitch Evans       |                  | Resultados |
| 7   | 10 de junio de 2017     | Berlín ePrix Circuito del aeropuerto Berlín-Tempelhof Longitud: 2.25 km Vueltas: 44  | Pole Position     | Lucas Di Grassi   |                  | Resultados |
| 8   | 11 de junio de 2017     | Berlín ePrix Circuito del aeropuerto Berlín-Tempelhof Longitud: 2.25 km Vueltas: 44  | Ganador           | Sébastien Buemi   |                  | Resultados |
| 8   | 11 de junio de 2017     | Berlín ePrix Circuito del aeropuerto Berlín-Tempelhof Longitud: 2.25 km Vueltas: 44  | 2º puesto         | Felix Rosenqvist  |                  | Resultados |
| 8   | 11 de junio de 2017     | Berlín ePrix Circuito del aeropuerto Berlín-Tempelhof Longitud: 2.25 km Vueltas: 44  | 3º puesto         | Lucas Di Grassi   |                  | Resultados |
| 8   | 11 de junio de 2017     | Berlín ePrix Circuito del aeropuerto Berlín-Tempelhof Longitud: 2.25 km Vueltas: 44  | Vuelta rápida     | Maro Engel        |                  | Resultados |
| 8   | 11 de junio de 2017     | Berlín ePrix Circuito del aeropuerto Berlín-Tempelhof Longitud: 2.25 km Vueltas: 44  | Pole Position     | Felix Rosenqvist  |                  | Resultados |
| 9   | 15 de julio de 2017     | Nueva York ePrix Circuito callejero de Brooklyn Longitud: 1.94 km Vueltas: 46        |                   | Ganador           | Sam Bird         | Resultados |
| 9   | 15 de julio de 2017     | Nueva York ePrix Circuito callejero de Brooklyn Longitud: 1.94 km Vueltas: 46        | 2º puesto         | Jean-Éric Vergne  |                  | Resultados |
| 9   | 15 de julio de 2017     | Nueva York ePrix Circuito callejero de Brooklyn Longitud: 1.94 km Vueltas: 46        | 3º puesto         | Stéphane Sarrazin |                  | Resultados |
| 9   | 15 de julio de 2017     | Nueva York ePrix Circuito callejero de Brooklyn Longitud: 1.94 km Vueltas: 46        | Vuelta rápida     | Maro Engel        |                  | Resultados |
| 9   | 15 de julio de 2017     | Nueva York ePrix Circuito callejero de Brooklyn Longitud: 1.94 km Vueltas: 46        | Pole Position     | Alex Lynn         |                  | Resultados |
| 10  | 16 de julio de 2017     | Nueva York ePrix Circuito callejero de Brooklyn Longitud: 1.94 km Vueltas: 46        | Ganador           | Sam Bird          |                  | Resultados |
| 10  | 16 de julio de 2017     | Nueva York ePrix Circuito callejero de Brooklyn Longitud: 1.94 km Vueltas: 46        | 2º puesto         | Felix Rosenqvist  |                  | Resultados |
| 10  | 16 de julio de 2017     | Nueva York ePrix Circuito callejero de Brooklyn Longitud: 1.94 km Vueltas: 46        | 3º puesto         | Nick Heidfeld     |                  | Resultados |
| 10  | 16 de julio de 2017     | Nueva York ePrix Circuito callejero de Brooklyn Longitud: 1.94 km Vueltas: 46        | Vuelta rápida     | Daniel Abt        |                  | Resultados |
| 10  | 16 de julio de 2017     | Nueva York ePrix Circuito callejero de Brooklyn Longitud: 1.94 km Vueltas: 46        | Pole Position     | Sam Bird          |                  | Resultados |
| 11  | 29 de julio de 2017     | Montreal ePrix Circuito callejero de Montreal Longitud: 2.75 km Vueltas: 37          |                   | Ganador           | Lucas di Grassi  | Resultados |
| 11  | 29 de julio de 2017     | Montreal ePrix Circuito callejero de Montreal Longitud: 2.75 km Vueltas: 37          | 2º puesto         | Jean-Éric Vergne  |                  | Resultados |
| 11  | 29 de julio de 2017     | Montreal ePrix Circuito callejero de Montreal Longitud: 2.75 km Vueltas: 37          | 3º puesto         | Stéphane Sarrazin |                  | Resultados |
| 11  | 29 de julio de 2017     | Montreal ePrix Circuito callejero de Montreal Longitud: 2.75 km Vueltas: 37          | Vuelta rápida     | Loïc Duval        |                  | Resultados |
| 11  | 29 de julio de 2017     | Montreal ePrix Circuito callejero de Montreal Longitud: 2.75 km Vueltas: 37          | Pole Position     | Lucas di Grassi   |                  | Resultados |
| 12  | 30 de julio de 2017     | Montreal ePrix Circuito callejero de Montreal Longitud: 2.75 km Vueltas: 37          | Ganador           | Jean-Éric Vergne  |                  | Resultados |
| 12  | 30 de julio de 2017     | Montreal ePrix Circuito callejero de Montreal Longitud: 2.75 km Vueltas: 37          | 2º puesto         | Felix Rosenqvist  |                  | Resultados |
| 12  | 30 de julio de 2017     | Montreal ePrix Circuito callejero de Montreal Longitud: 2.75 km Vueltas: 37          | 3º puesto         | José María López  |                  | Resultados |
| 12  | 30 de julio de 2017     | Montreal ePrix Circuito callejero de Montreal Longitud: 2.75 km Vueltas: 37          | Vuelta rápida     | Nicolas Prost     |                  | Resultados |
| 12  | 30 de julio de 2017     | Montreal ePrix Circuito callejero de Montreal Longitud: 2.75 km Vueltas: 37          | Pole Position     | Felix Rosenqvist  |                  | Resultados |

## Estadísticas del campeonato

### Puntuaciones
| Posición | 1º | 2º | 3º | 4º | 5º | 6º | 7º | 8º | 9º | 10º | Poles | VR |
| Puntos   | 25 | 18 | 15 | 12 | 10 | 8  | 6  | 4  | 2  | 1   | 3     | 1  |

### Campeonato de pilotos
| Pos. | Piloto                 | HKG  | MAR | BUE | MEX | MON  | PAR  | BER  | BER | NYC  | NYC  | MTL  | MTL | Puntos |
| ---- | ---------------------- | ---- | --- | --- | --- | ---- | ---- | ---- | --- | ---- | ---- | ---- | --- | ------ |
| 1    | Lucas di Grassi        | 2*   | 5*  | 3*  | 1*  | 2*   | Ret* | 2*   | 3*  | 4*   | 5*   | 1*   | 7*  | 181    |
| 2    | Sébastien Buemi        | 1*   | 1*  | 1*  | 13* | 1*   | 1*   | DSQ* | 1*  |      |      | DSQ* | 11* | 157    |
| 3    | Felix Rosenqvist       | 15   | 3   | 18  | 16† | 6    | 4    | 1    | 2   | 15   | 2    | 9    | 2   | 127    |
| 4    | Sam Bird               | 13   | 2   | Ret | 3   | Ret  | 16   | 7    | 7   | 1    | 1    | 5    | 4   | 122    |
| 5    | Jean-Éric Vergne       | Ret  | 8   | 2   | 2   | Ret  | Ret  | 8    | 6   | 2*   | 8    | 2*   | 1   | 117    |
| 6    | Nicolas Prost          | 4    | 4   | 4   | 5   | 9    | 5    | 5    | 8   | 8    | 6    | 6    | Ret | 93     |
| 7    | Nick Heidfeld          | 3    | 9   | 15  | 12  | 3    | 3    | 3    | 10  | Ret  | 3*   | Ret  | 5   | 88     |
| 8    | Daniel Abt             | Ret  | 6*  | 7*  | 7*  | 7    | 13†* | 6*   | 4*  | 14†* | Ret* | 4    | 6*  | 67     |
| 9    | José María López       | Ret* | 10  | 10  | 6   | Ret  | 2    | 4    | 5   |      |      | Ret  | 3   | 65     |
| 10   | Stéphane Sarrazin      | 10   | 12  | 12  | 15  | 15†* | 10   | 11   | 14  | 3    | 12†  | 3    | 8   | 36     |
| 11   | Nelson Piquet Jr.      | 11   | 16  | 5   | 9   | 4    | 7    | 12   | 12  | 11   | 16†  | 13   | 16  | 33     |
| 12   | Oliver Turvey          | 8    | 7   | 9   | Ret | 13†  | 12   | 10   | 9   | 6    | 14   | 15   | 17  | 26     |
| 13   | Robin Frijns           | 6    | 11  | 14  | 11  | 12   | 6    | 17   | 18  | 9    | 9    | 8    | 13  | 24     |
| 14   | Mitch Evans            | Ret  | 17  | 13  | 4   | 10   | 9    | Ret  | 17  | NC   | Ret  | 7    | 12  | 22     |
| 15   | Loïc Duval             | 14   | 18  | 6   | Ret | NC   |      | 15   | Ret | 5    | 13†  | Ret  | 19† | 20     |
| 16   | Pierre Gasly           |      |     |     |     |      |      |      |     | 7    | 4    |      |     | 18     |
| 17   | Maro Engel             | 9    | NC  | NC  | Ret | 5    |      | 9    | NC  | NC   | Ret  | 12   | 18  | 16     |
| 18   | Jérôme d'Ambrosio      | 7    | 13  | 8   | 14  | Ret  | Ret  | 13   | 13  | Ret  | 10   | 11   | 9   | 13     |
| 19   | Tom Dillmann           |      |     |     |     |      | 8    | 18   | 15  | 13   | 7    | 10   | 10  | 12     |
| 20   | António Félix da Costa | 5    | Ret | 11  | Ret | 11   | Ret  | 16   | 11  | 12   | 15   | 14   | 15  | 10     |
| 21   | Adam Carroll           | 12   | 14  | 17  | 8   | 14   | 15   | 14   | 16  | 10   | 11   | 16   | 14  | 5      |
| 22   | Esteban Gutiérrez      |      |     |     | 10  | 8    | 11   |      |     |      |      |      |     | 5      |
| 23   | Alex Lynn              |      |     |     |     |      |      |      |     | Ret  | Ret  |      |     | 3      |
| 24   | Mike Conway            |      |     |     |     |      | 14   |      |     |      |      |      |     | 0      |
| 25   | Ma Qing Hua            | Ret  | 15  | 16  |     |      |      |      |     |      |      |      |     | 0      |
| Pos. | Piloto                 | HKG  | MAR | BUE | MEX | MON  | PAR  | BER  | BER | NYC  | NYC  | MTL  | MTL | Pts    |

| Color     | Resultado                                                               |
| --------- | ----------------------------------------------------------------------- |
| Oro       | Ganador                                                                 |
| Plata     | 2.ª plaza                                                               |
| Bronce    | 3.ª plaza                                                               |
| Verde     | Finalizó en los puntos                                                  |
| Azul      | Finalizó sin puntos                                                     |
| Azul      | NC - No clasificado                                                     |
| Violeta   | Ret - No terminó (Carrera)                                              |
| Rojo      | DNQ - No se clasificó                                                   |
| Negro     | DSQ - Descalificado                                                     |
| Blanco    | DNS - No empezó (carrera)                                               |
| Blanco    | WD - Retirado (fin de semana)                                           |
| Blanco    | C - Carrera cancelada                                                   |
| Sin color | DNP - Inscrito pero no participó                                        |
| Sin color | INJ - Lesionado                                                         |
| Sin color | EX - Excluido                                                           |
| Estado    | Resultado                                                               |
| Negrita   | Pole position                                                           |
| Cursiva   | Vuelta rápida                                                           |
| †         | Abandona, pero clasifica al completar el porcentaje requerido para ello |

- Fuente: Motor Sport Magazine[37]

### Campeonato de equipos
| Pos. | Equipo                       | No. | HKG  | MAR | BUE | MEX | MON | PAR | BER | BER | NYC | NYC | MTL | MTL | Puntos |
| ---- | ---------------------------- | --- | ---- | --- | --- | --- | --- | --- | --- | --- | --- | --- | --- | --- | ------ |
| 1    | Renault e.Dams               | 8   | 4    | 4   | 4   | 5   | 9   | 5   | 5   | 8   | 8   | 6   | 6   | Ret | 268    |
| 1    | Renault e.Dams               | 9   | 1    | 1   | 1   | 13  | 1   | 1   | DSQ | 1   | 7   | 4   | DSQ | 11  | 268    |
| 2    | ABT Schaeffler Audi Sport    | 11  | 2    | 5   | 3   | 1   | 2   | Ret | 2   | 3   | 4   | 5   | 1   | 7   | 248    |
| 2    | ABT Schaeffler Audi Sport    | 66  | Ret  | 6   | 7   | 7   | 7   | 13† | 6   | 4   | 14† | Ret | 4   | 6   | 248    |
| 3    | Mahindra Racing              | 19  | 15   | 3   | 18  | 16† | 6   | 4   | 1   | 2   | 15  | 2   | 9   | 2   | 215    |
| 3    | Mahindra Racing              | 23  | 3    | 9   | 15  | 12  | 3   | 3   | 3   | 10  | Ret | 3   | Ret | 5   | 215    |
| 4    | DS Virgin Racing             | 2   | 13   | 2   | Ret | 3   | Ret | 16  | 7   | 7   | 1   | 1   | 5   | 4   | 190    |
| 4    | DS Virgin Racing             | 37  | Ret* | 10  | 10  | 6   | Ret | 2   | 4   | 5   | Ret | Ret | Ret | 3   | 190    |
| 5    | Techeetah                    | 25  | Ret  | 8   | 2   | 2   | Ret | Ret | 8   | 6   | 2   | 8   | 2   | 1   | 156    |
| 5    | Techeetah                    | 33  | Ret  | 15  | 16  | 10  | 8   | 12  | 11  | 14  | 3   | 12† | 3   | 8   | 156    |
| 6    | NextEV NIO                   | 3   | 11   | 16  | 5   | 9   | 4   | 7   | 12  | 12  | 11  | 16† | 13  | 16  | 59     |
| 6    | NextEV NIO                   | 88  | 8    | 7   | 9   | Ret | 13† | 11  | 10  | 9   | 6   | 14  | 15  | 17  | 59     |
| 7    | MS Amlin Andretti            | 27  | 6    | 11  | 14  | 11  | 12  | 6   | 17  | 18  | 9   | 9   | 8   | 13  | 34     |
| 7    | MS Amlin Andretti            | 28  | 5    | Ret | 11  | Ret | 11  | Ret | 16  | 11  | 12  | 15  | 14  | 15  | 34     |
| 8    | Faraday Future Dragon Racing | 6   | 14   | 18  | 6   | Ret | NC  | 14  | 15  | Ret | 5   | 13† | Ret | 19† | 33     |
| 8    | Faraday Future Dragon Racing | 7   | 7    | 13  | 8   | 14  | Ret | Ret | 13  | 13  | Ret | 10  | 11  | 9   | 33     |
| 9    | Venturi                      | 4   | 10   | 12  | 12  | 15  | 15† | 10  | 18  | 15  | 13  | 7   | 10  | 10  | 30     |
| 9    | Venturi                      | 5   | 9    | NC  | NC  | Ret | 5   | 8   | 9   | NC  | NC  | Ret | 12  | 18  | 30     |
| 10   | Panasonic Jaguar Racing      | 20  | Ret  | 17  | 13  | 4   | 10  | 9   | Ret | 17  | NC  | Ret | 7   | 12  | 27     |
| 10   | Panasonic Jaguar Racing      | 47  | 12   | 14  | 17  | 8   | 14  | 15  | 14  | 16  | 10  | 11  | 16  | 14  | 27     |
| Pos. | Equipo                       | No. | HKG  | MAR | BUE | MEX | MON | PAR | BER | BER | NYC | NYC | MTL | MTL | Puntos |

| Color     | Resultado                                                               |
| --------- | ----------------------------------------------------------------------- |
| Oro       | Ganador                                                                 |
| Plata     | 2.ª plaza                                                               |
| Bronce    | 3.ª plaza                                                               |
| Verde     | Finalizó en los puntos                                                  |
| Azul      | Finalizó sin puntos                                                     |
| Azul      | NC - No clasificado                                                     |
| Violeta   | Ret - No terminó (Carrera)                                              |
| Rojo      | DNQ - No se clasificó                                                   |
| Negro     | DSQ - Descalificado                                                     |
| Blanco    | DNS - No empezó (carrera)                                               |
| Blanco    | WD - Retirado (fin de semana)                                           |
| Blanco    | C - Carrera cancelada                                                   |
| Sin color | DNP - Inscrito pero no participó                                        |
| Sin color | INJ - Lesionado                                                         |
| Sin color | EX - Excluido                                                           |
| Estado    | Resultado                                                               |
| Negrita   | Pole position                                                           |
| Cursiva   | Vuelta rápida                                                           |
| †         | Abandona, pero clasifica al completar el porcentaje requerido para ello |

- Fuente: Motor Sport Magazine[37]

## Cambios Reglamentarios
- El peso máximo de las celdas de la batería aumentará de 200 kg en la segunda temporada a 230 kg para la tercera temporada.[38]
- La cantidad permitida de regeneración se incrementará a 150 kW (201 CV) (previamente 100 kW (134 CV)).[39]
- El peso total del coche se reducirá de 888 kg a 880 kg.[38]
- La potencia máxima de salida se mantendrá limitada a 170 kW (228 CV) para la tercera temporada, pero más adelante se aumentara a 180 kW (241 CV) en la cuarta temporada y 200 kW (268 CV) en la quinta temporada.[39]